# Pierre Blacks
Pierre Blacks, född 20 oktober 1948, är en belgisk bågskytt. Han deltog vid olympiska sommarspelen 1976.